# Sinictinogomphus clavatus
Sinictinogomphus clavatus là một loài chuồn chuồn trong họ Gomphidae. Nó là loài duy nhất trong chi Sinictinogomphus.
S. clavatus phân bố trên phạm vi rộng lớn từ Nepal đến Việt Nam và miền đông Nga.

## Hình ảnh

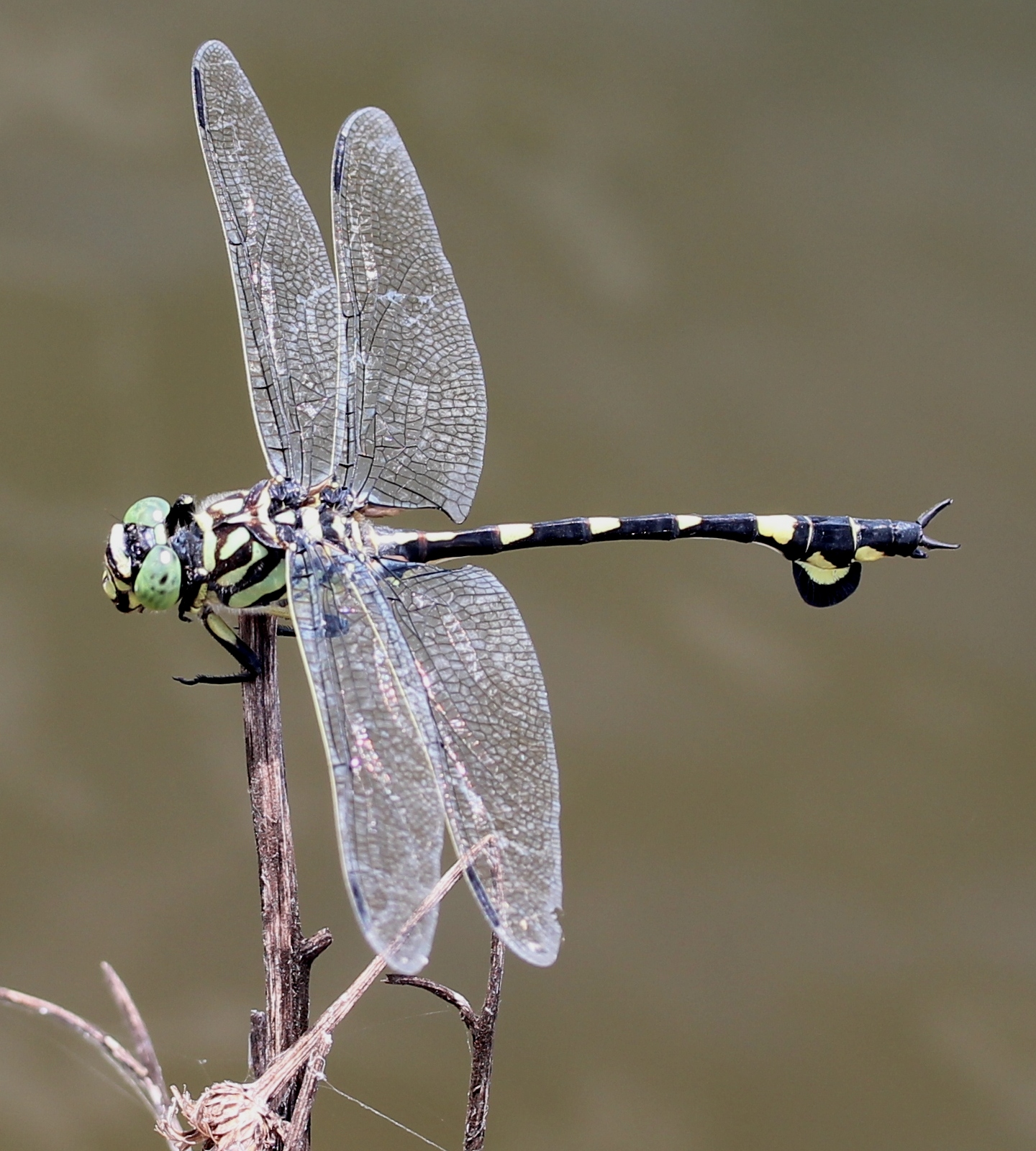
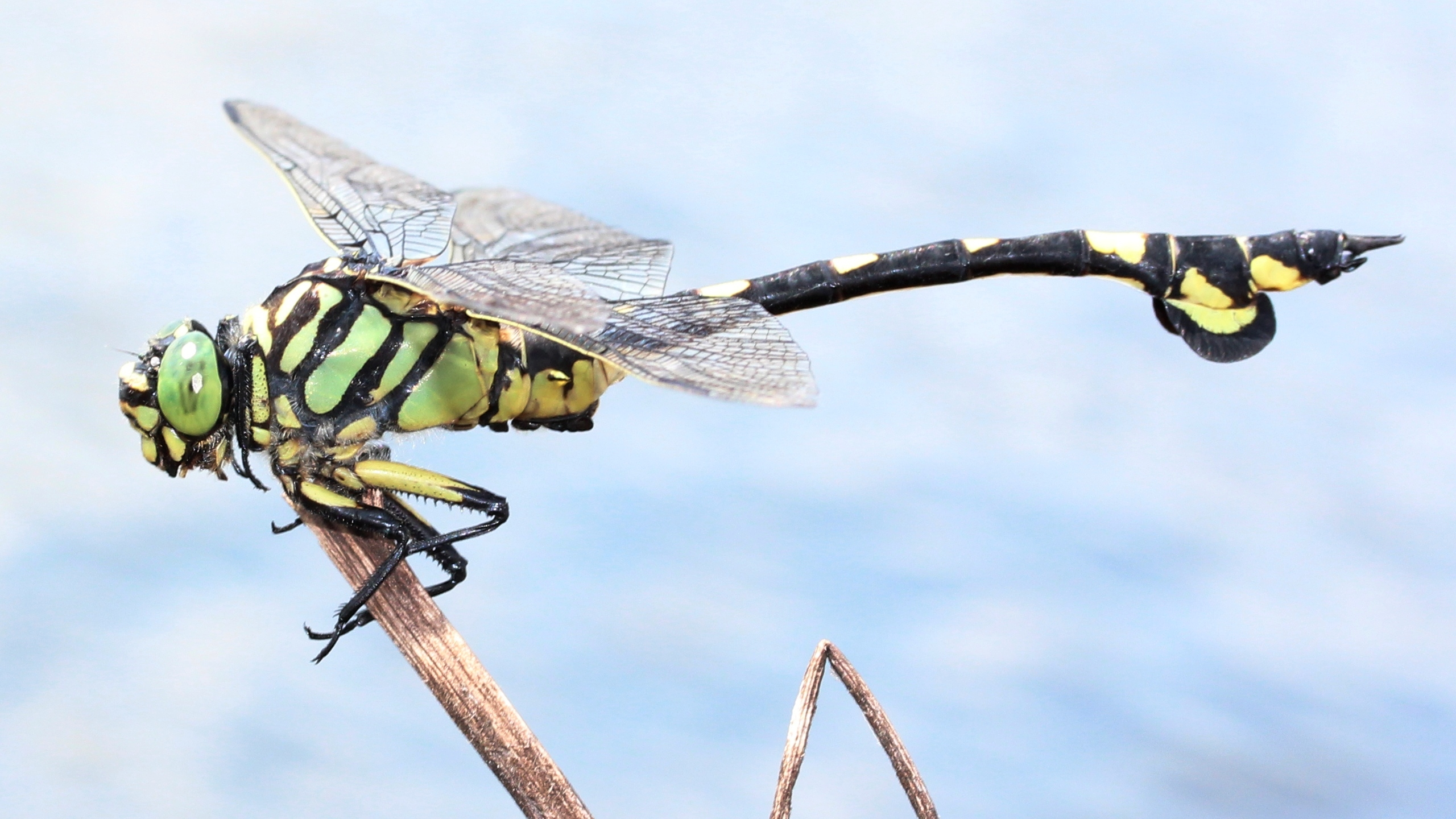
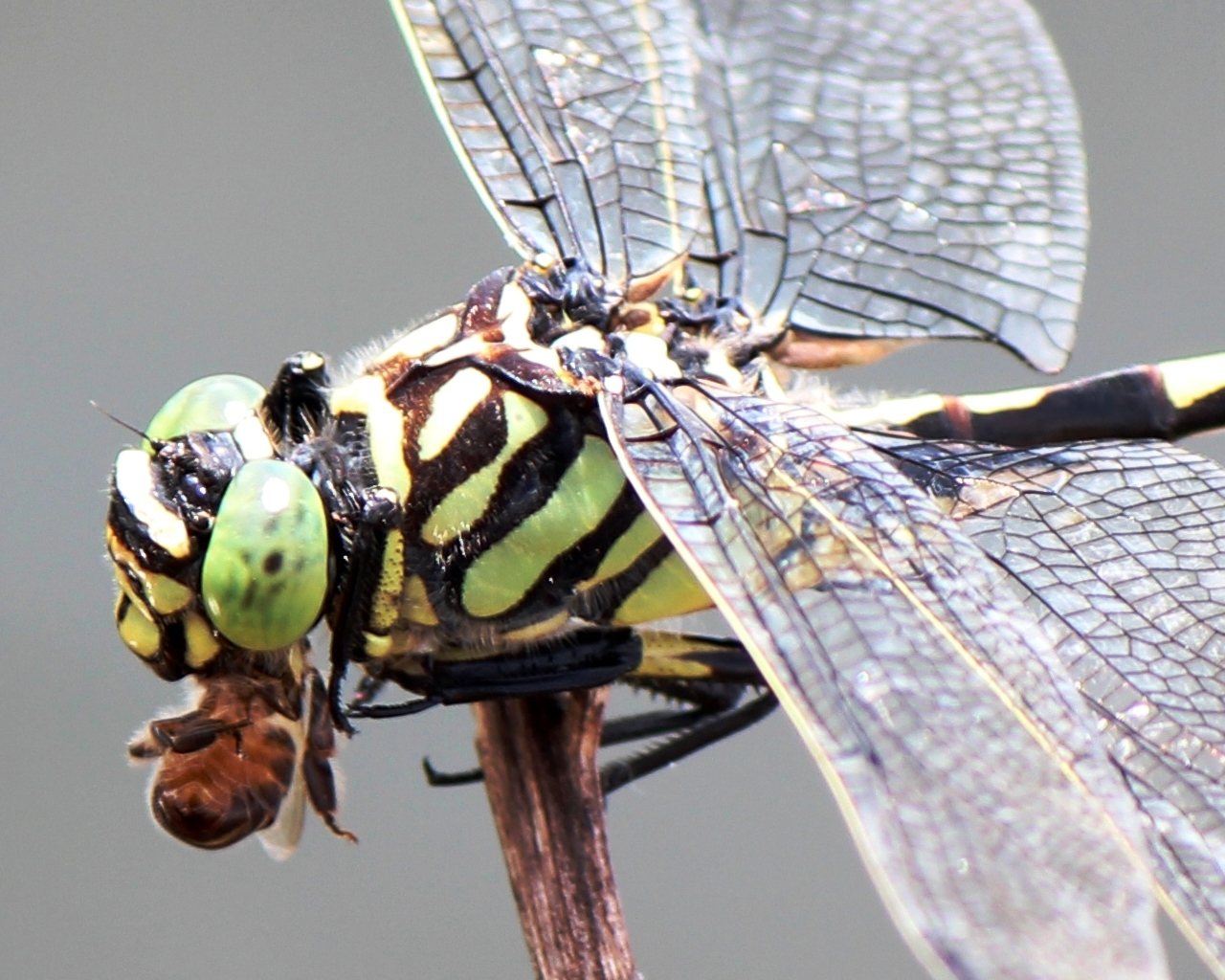
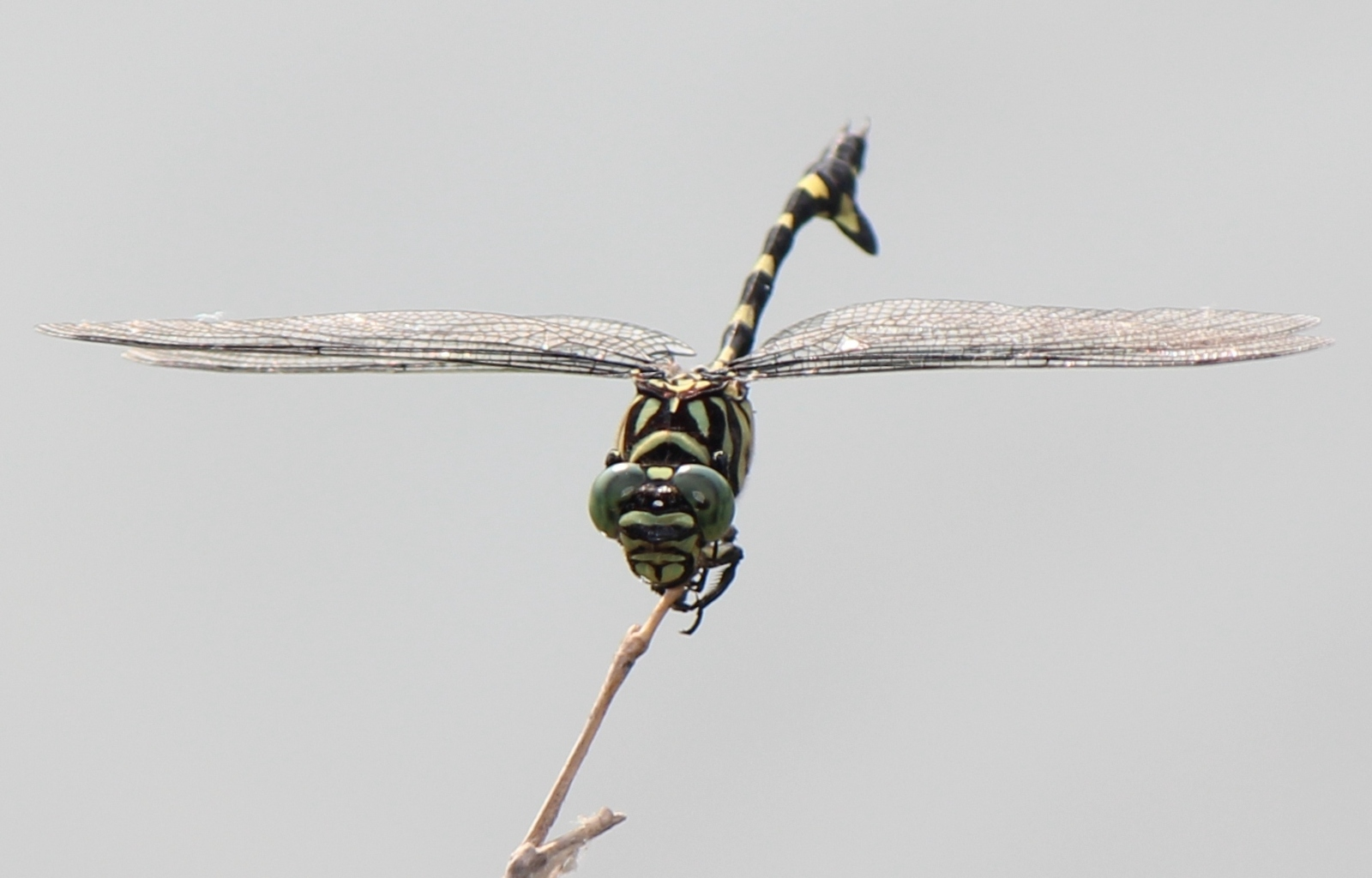